# Нирод, Максимилиан Евстафьевич
Граф Максимилиа́н Евста́фьевич Ни́род (1848—1914) — член Совета министра внутренних дел в 1898—1913 гг., егермейстер, член Государственного совета по выборам.

## Биография
Лютеранин. Из графского рода Ниродов. Сын генерала от кавалерии Евстафия Евстафьевича Нирода. Землевладелец Волынской губернии (собственные 4226 десятин, а также родовое имение у жены).
По окончании Александровского лицея в 1868 году с серебряной медалью, поступил на службу в Министерство внутренних дел и был прикомандирован к управлению Санкт-Петербургского обер-полицмейстера.
В 1873 году был назначен начальником иностранного отделения канцелярии петербургского градоначальника. В 1875 году перешел на должность чиновника особых поручений при министре внутренних дел. В 1898 году был пожалован в егермейстеры и назначен членом Совета министра внутренних дел, в каковой должности пробыл до 1913 года. Кроме того, состоял почетным мировым судьей Житомирского округа (с 1884).
Одновременно занимал ряд должностей по Ведомству учреждений императрицы Марии. В 1880—1913 годах был членом совета Дома призрения душевнобольных. С 1905 года состоял почетным опекуном Санкт-Петербургского присутствия, а с 1907 года — управляющим больницами Марии Магдалины и Александровской женской.
8 октября 1913 года избран членом Государственного совета от Волынского губернского земства. Входил в группу правых. Был членом «Русского собрания». Умер от рака печени 24 мая 1914 года, похоронен в Киеве в Выдубицком монастыре.
Был женат на Анастасии Федоровне Треповой (1849—1940), дочери генерала от кавалерии Ф. Ф. Трепова. Их дети:
- Фёдор (1871—1952), генерал-майор Свиты.
- Вера (1874—1920), замужем за камергером князем Сергеем Владимировичем Кудашевым (1863—1933). Умерла в Париже.

## Награды
- Орден Святого Станислава 2-й ст. (1870)
- Орден Святой Анны 2-й ст. (1878)
- Орден Святого Владимира 3-й ст. (1885)
- Орден Святого Станислава 1-й ст. (1887)
- Орден Святой Анны 1-й ст. (1892)
- Орден Святого Владимира 2-й ст. (1896)
- Орден Белого Орла (1902)
- Орден Святого Александра Невского (1908)
- алмазные знаки к ордену Св. Александра Невского (1913).